# Lista de chefes de estado da Geórgia
Esta e a lista de Presidentes da Geórgia.

## Presidentes da Geórgia

#### República Federativa da Transcaucásia
- Nikolay Chkheidze (1918)

#### República Democrática da Geórgia
- Nikolay Chkheidze (1918-1921)
- Noe Ramishvili (1918)
- Noi Zhordania (1918-1921)

#### República Socialista Soviética da Geórgia
- Mamia Orakhelashvili (1921-1922)
- Mikheil Okudzhava (1922)
- Vissarion Lominadze (1922-1924)
- Mikheil Kakhiani (1924-1930)
- Levan Gogoberidze (1930)
- Samson Mamulia (1930-1931)
- Lavrenty Kartvelishvili (1931)
- Lavrenti Beria (1931-1932)
- Petre Agniashvili (1932)
- Lavrenti Beria (1934-1938)
- Kandid Charkviani (1938-1952)
- Akaki Mgeladze (1952-1953)
- Aleksandre Mirtskhulava (1953)
- Vasil Mzhavanadze (1953-1972)
- Eduard Shevardnadze (1972-1985)
- Jumber Patiashvili (1985-1989)
- Givi Gumbaridze (1989-1990)
- Zviad Gamsakhurdia (1990-1991)

#### Geórgia
| №   | Retrato | Nome                                                         | Mandato                                                       | Mandato                            | Partido                               | Eleição   |
| --- | ------- | ------------------------------------------------------------ | ------------------------------------------------------------- | ---------------------------------- | ------------------------------------- | --------- |
| 1   |         | Zviad Gamsakhurdia (1939-1993)                               | 14 de abril de 2002 (Nomeado) 26 de maio de 1991 (Inaugurado) | 6 de janeiro de 1992 (Deposto)     | Geórgia Livre                         | 1991      |
| —   |         | Tengiz Kitovani Co-presidente do Conselho Militar (n.1938)   | 6 de janeiro de 1992                                          | 10 de março de 1992                | Nenhum (Militar)                      | —         |
| —   |         | Jaba Ioseliani Co-presidente do Conselho Militar (1926-2003) | 6 de janeiro de 1992                                          | 10 de março de 1992                | Nenhum (Militar)                      | —         |
| 2   |         | Eduard Shevardnadze (1928-2014)                              | 10 de março de 1992                                           | 23 de novembro de 2003 (Renunciou) | União dos Cidadãos da Geórgia         | 1995 2000 |
| —   |         | Nino Burjanadze Presidente Interina (n.1964)                 | 23 de novembro de 2003                                        | 25 de janeiro de 2004              | Movimento Nacional Unido              | —         |
| 3   |         | Mikheil Saakashvili (n.1967)                                 | 25 de janeiro de 2004                                         | 25 de novembro de 2007             | Movimento Nacional Unido              | 2004      |
| —   |         | Nino Burjanadze Presidente Interina (n.1964)                 | 25 de novembro de 2007                                        | 20 de janeiro de 2008              | Movimento Nacional Unido              | —         |
| (3) |         | Mikheil Saakashvili (n.1967)                                 | 20 de janeiro de 2008                                         | 17 de novembro de 2013             | Movimento Nacional Unido              | 2008      |
| 4   |         | Giorgi Margvelashvili (n.1969)                               | 17 de novembro de 2013                                        | 16 de dezembro de 2018             | Sonho Georgiano - Geórgia Democrática | 2013      |
| 5   |         | Salome Zurabishvili (n.1952)                                 | 16 de dezembro de 2018                                        | Presente                           | Sonho Georgiano - Geórgia Democrática | 2018      |